# Орден Льва и Солнца
Орден Льва и Солнца (перс. نشان شیر و خورشید‎ Nešān-e Šir o Xoršid) — персидский орден, учреждённый Фетх Али-шахом в 1808 году. За основу орденского знака взята звезда, аналогичная звезде ордена Почётного легиона Франции.
Орден был широко известен в Российской империи, так как связи с Персией были очень тесными. Орден для иностранцев был очень доступным — его получали русские чиновники и военные при поездках в Персию. Купцы, торговавшие с Персией, могли купить патент у персидского консула. Персидские подданные награждались этим орденом редко.
Знаки ордена, присуждаемые иностранцам, отличались от знаков персидских подданных. На знаках иностранцев лев изображен мирным, лежащим на фоне восходящего солнца. Причём ленты были зелёного цвета. На знаках персидских подданных лев изображен стоящим с мечом в лапе. Орденская лента могла быть голубого, красного и белого цвета.
В 1939 году орден Льва и Солнца был упразднён шахом Мохаммедом Резой Пехлеви. Ему на смену пришёл орден Хомаюн.

## Степени ордена и правила ношения
Орден имел 5 степеней, знаки которых отличались числом лучей звезды:
- 1 степень — Большой Крест, знак представляет собой восьмиконечную серебряную звезду, носился на ленте через правое плечо, звезда ордена, также восьмиконечная — на левой стороне груди.
- 2 степень — Большая Офицерская степень, знак — семиконечная звезда, носился на шее, звезда ордена, также семиконечная — на левой стороне груди.
- 3 степень — Командор, знак в форме шестиконечной звезды, носился на шее.
- 4 степень — Офицер, знак в форме пятиконечной звезды с розеткой из лент. Носили в петлице.
- 5 степень — Кавалер, знак в форме четырёхконечной звезды без розетки. Также носили в петлице.

## Изображение степеней ордена для иностранцев
| 1 степени               | 2 степени      | 3 степени | 4 степени | 5 степени |               |
| ----------------------- | -------------- | --------- | --------- | --------- | ------------- |
| Кавалер Большого креста | Великий офицер | Командор  | Офицер    | Кавалер   | Медаль ордена |
|                         |                |           |           |           |               |
|                         |                |           |           |           |               |